# Tramlijn 3 (Gent, historisch)
Tramlijn 3 (kleur lichtgroen) was een tramlijn tussen de Dampoort en de Brugse Poort in de Belgische stad Gent tot 30 november 1969, die daarna vervangen werd door buslijn 3x / (trolley)buslijn 3. Ondanks latere voorstellen en het terugleggen van een stuk tramspoor (tussen de Sint-Michielskerk en de Sint-Jacobskerk), is deze tramlijn niet teruggekomen. Het nummer 3 is sinds 2024 in gebruik door een andere tramlijn, tramlijn T3.

## Geschiedenis

### Tramlijn 3
Er was al sinds de 19de eeuw een traject met tramlijn nummer 3. Het Gentse tramnet was toen veel uitgebreider dan vandaag. In 1874 reeds verbond een paardentram de Brugse poort met de Korenmarkt. Een andere lijn verbond de Korenmarkt met de Dampoort. Door het verknopen van beide lijnen ontstond de nog steeds bestaande lijn.
Vanaf 25 april 1899 werd de lijn bediend door de Tramways Electriques de Gand ofwel Elektrische Tramwegen van Gent (ETG) met een accutram. In de loop van 1904 werden alle accutrams vervangen door elektrische trams met bovenleiding. Sinds 22 januari 1906 duidt men de lijn aan met het nummer 3. Het traject verliep toen als volgt : Dampoort - Dampoortstraat - Steendam - Sint-Jacobs - Belfortstraat - Cataloniëstraat - Korenmarkt (tot november 1907 : Sint-Jacobs - Vrijdagmarkt - Lange Munt - Korenmarkt) - Sint-Michielshelling - Poel - Hoogstraat - Noordstraat - Bargiebrug - Phoenixstraat - Sint-Jan-Baptist.

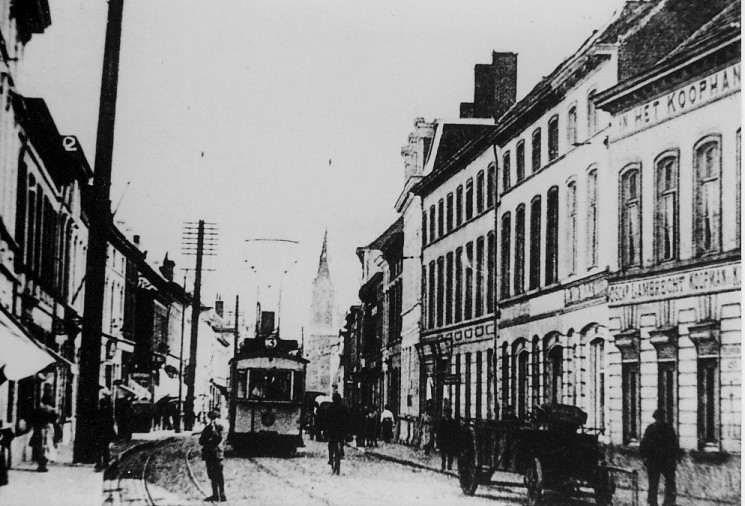
Tram 3 op de Bevrijdingslaan na 1910

Op 14 december 1910 werd de lijn een eerste maal verlengd van de Sint-Jan Baptistkerk tot aan de Rooigemlaan.

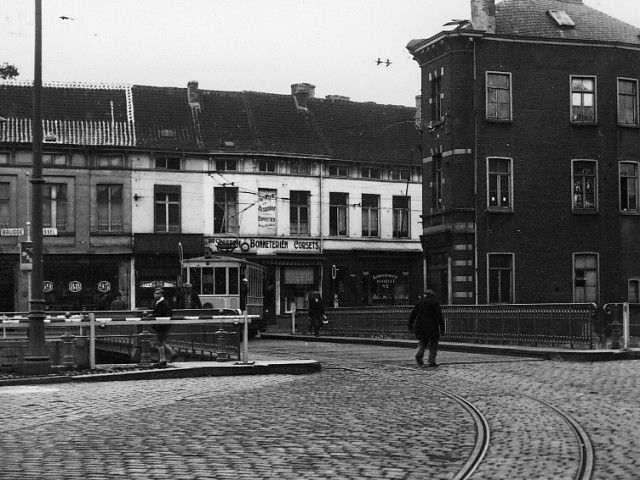
Tram 3 op de Bargiebrug in de jaren 1920

Op 14 april 1923 werd een nieuwe eindhalte bereikt: het "Zandeken" aan het Maurice Claeysplein in Mariakerke. Op 14 september 1924 werd de verlenging gevierd van de Dampoort naar Gentbruggebrug in Sint-Amandsberg via het Heirnisplein, de Klinkkouterstraat en de Aannemersstraat.
In de nacht van 22 op 23 mei 1940 werden door de Belgische genietroepen in Gent verschillende bruggen opgeblazen, waaronder ook de De Smetbrug. Hierdoor kon tram 1 het gedeelte tussen de Palinghuizen en het Van Beverenplein niet meer vanuit de stad bereiken. Op 12 juli 1942 reed er een opnieuw een tram naar het Van Beverenplein via de Rooigemlaan en de nieuwe Hamerbrug. De lijn werd eerst aangeduid met een "doorstreepte" 3 en vanaf 12 september dat jaar met een Romeinse III, op 30 oktober 1943 ten slotte met 31. De lijn bleef actief tot 3 april 1949, de dag waarop de nieuwe De Smetbrug in gebruik werd genomen. De tramlijn op de Rooigemlaan werd tot voor de brug over de Brugse Vaart ingekort en terug aangeduid met een "doorstreepte" 3. In de zomer van 1962 werd dit traject naar de Rooigemlaan afgeschaft. Op 30 november 1969 werd de laatste rit van tram 3 gevierd.

### Buslijn 3

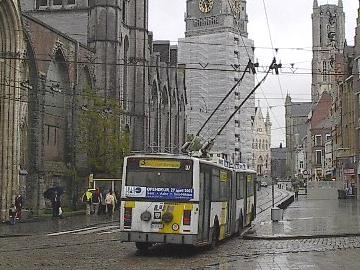
Trolleybus op lijn 3

De tram werd op 1 december 1969 vervangen door buslijn 30/31, en die werd later buslijn 3. 

### Nethervorming 2024
Sinds 6 januari 2024 bestaat buslijn 3 niet meer door de hervorming van het Gentse net.
Er ontstond toen een nieuwe tramlijn T3, waarvan het traject compleet verschillend is van die van buslijn 3 en de voormalige tramlijn 3.